# 下一代幸福聯盟
下一代幸福聯盟（英語：Coalition for the Happiness of our Next Generation），簡稱幸福盟，是臺灣主張維護一夫一妻自然婚姻定義，主張用婚姻以外形式（例如：同性共同生活法）保障同性別二人生活權益、發起反對同志教育公投的倡議團體。幸福盟的倡議重心，主要主要集中於婚姻家庭制度和性別平等教育法相關政策，並監督性別平等教育法、性教育及性平教材等教育議題。
下一代幸福聯盟於2013年11月底公開運作，並於2017年12月正式向內政部登記立案。自2018年1月起，幸福盟發起「婚姻定義公投」、「適齡性平教育公投」、「婚姻以外其他形式保障同性生活權益公投」等三項全國性公投案（公投第10案至第12案），合稱為「愛家公投」，三公投案於2018年11月24日通過成案門檻。

## 主張

### 家庭主流化
下一代幸福聯盟正式提出「家庭主流化」的主張，首見於2018年4月17日的新聞稿〈公投起跑 呼籲全民用公投捍衛婚姻家庭及兒少教育〉，背景是台灣的中央選舉委員會於當日審核通過該聯盟提出的三件公投案，分別為「婚姻定義公投」、「適齡性平教育公投」、「婚姻以外形式保障同性二人權益公投」等三公投。下一代幸福聯盟將這三項公投合稱為「愛家公投」，宣稱愛家公投是為了促進台灣國民對家庭主流化的重視，他們未來將持續加強家庭主流化（Family Mainstreaming）政策的宣傳，並盼望透過關乎婚姻家庭和兒少教育的公投，喚起國人同胞對於台灣婚姻家庭議題的重視。

### 支持一夫一妻自然婚姻定義、反對同性婚姻
下一代幸福聯盟的婚姻觀是「一夫一妻、一男一女、一生一世」，他們將「一夫一妻」和「自然婚姻」劃上等號，並堅持臺灣婚姻定義應限於「一夫一妻、一男一女」。該團體使用「自然婚姻」一詞，首見於2017年3月7日的臉書粉絲頁圖文，主張兒童「需要爸爸媽媽的陪伴 請支持自然婚姻」。而其官方網站，首次使用「自然婚姻」用語的文章，於2017年8月10日發佈的聲明稿〈同性婚姻登記於法無據 法院不應越權創設新興法律關係〉，他們主張「執政者務要謙卑傾聽人民捍衛一夫一妻自然婚姻的心聲」。
在台灣大法官做出748號解釋宣告民法婚姻章違憲後，幸福盟主張重大議題應交付全民公民，不應由少數獨斷。並主張依據748號解釋，同性婚姻非保障同性伴侶的唯一選項，立法者可用其他方式保障同性別二人經營永久共同生活的權益。
為維繫自然婚姻，下一代幸福聯盟發起「婚姻定義公投」，當時第一版公投題目是「你是否同意婚姻應限定在一男一女的結合？」；惟中選會認為主文理由與釋字第748號的婚姻自由平等保護意旨有所牴觸；且提案真意是「民法婚姻規定仍為一男一女的結合，但不排除相同性別二人依其他法律規定行使婚姻自由」,或「所有法律的婚姻定義應限於一男一女的結合」，仍有釐清之必要，故函請提案人之領銜人限期補正。通知補正後，下一代幸福聯盟將公投主文改為「你是否同意民法婚姻規定應限定在一男一女的結合？」，並簡稱本公投為「婚姻定義公投」。該案經2018年10月9日中選會審議成案，編為全國性公民投票第10案。
雖然下一代幸福聯盟聲稱並未反對同性戀者、支持同志應受基本尊重與權益保障，僅反對同性婚姻、同運團體的訴求主張，但他們堅持一男一女婚姻之法律定義不應更動。此外其主張，同志已經可以依法成家、有簽署手術同意書之權利，台灣並不需要同性婚姻法案，通過後反造成社會衝突對立。

### 支持用婚姻以外形式規範同性結合關係
幸福盟反對以「同性婚姻」作為保障同性結合的方式，聲稱是「基於兒童最佳利益 （页面存档备份，存于）」（有部分學者對此說法持保留態度），他們支持在不改變婚姻定義的前提下，保障同性結合的基本權益，例如同性伴侶可援引民法1123條的規定獲得身分關係的保障，以「家屬」身分互負扶養義務，並享有稅法方面的優惠。
出席幸福盟記者會的後同性戀者連雅敏小姐認為，就算同婚立法通過，仍無法解決同性戀不被接納的問題，反而會掀起更多家庭革命。因此，相對於同婚議題，她認為應先解決家庭內部面對同性戀成員的衝突。另一位後同性戀者戴明娟小姐表示，「還好同婚還沒成立。」不然自己可能和同性結婚了，甚至去變性，生命就沒辦法被轉變，沒機會和家人修復關係。幸福盟家長代表指出，在法律還有很大的空間情況下，台灣社會要不要這麼快、這麼倉促，就跨一大步進入到同性婚姻，還是說有其他可能，能夠保障同志的權益，但又不會影響到婚姻家庭的做法，需要大家一起思考。
幸福盟在2018年2月9日，向中選會提出保障同性結合生活權益的公投，當時第一版公投題目是「你是否同意在不改變婚姻定義是一男一女結合的前提下，以專法保障同性別之二人經營永久共同生活的權益？」發動公投的原因，幸福盟說是為了限縮立法者之立法形成範圍，希望立法者在不改變婚姻定義前提下，以專法保障同性別二人永久共同生活的權益。惟中選會認為主文理由與釋字第748號的婚姻自由平等保護意旨有所牴觸；且提案主文理由中有關「以婚姻以外之其他形式來保障同性別二人經營永久共同生活的權益」等節，是否即為排除相同性別二人依民法或其他法律規定行使其婚姻自由，仍有釐清之必要，故函請提案人之領銜人限期補正。通知補正後，幸福盟將公投主文改為「你是否同意以民法婚姻規定以外之其他形式來保障同性別二人經營永久共同生活的權益？」本公投的官方簡稱亦連動改為「婚姻以外形式規範同性結合公投」。該案經2018年10月9日中選會審議成案，編為全國性公民投票第12案。

### 支持適齡性平教育、反對同志教育（多元情慾及多元性別）

#### 主張性平教育應適齡
幸福盟主張「性別光譜、多元性別」不適齡，他們認為這些教學內容「影響兒少身心健康甚鉅」。因為「國中、國小學齡學生之身心狀態處於快速發展階段，性別認同和性傾向發展尚未成熟」，因此「不宜過早實施同志教育」。
幸福盟在2018年1月31日向中選會遞出「適齡性平教育公投」聲請，當時第一版公投題目是「你是否同意在國民教育階段內，不應對未成年孩子實施同志教育。」訴求是廢止《性別平等教育法施行細則》第13條的「同志教育」，提案理由是同志教育對國中小學生來說不適齡。惟中選會認為，「孩子」一語非法律用語，對象範圍不明確，且「同志教育」之實施主體和具體內容範圍亦不明確，故通知幸福盟補正其公投主文。因此幸福盟將公投主文改為「你是否同意在國民教育階段內（國中及國小），教育部及各級學校不應對學生實施性別平等教育法施行細則所定之同志教育？」，並簡稱該公投為「適齡性平教育公投」。該案經2018年10月9日中選會審議成案，編為全國性公民投票第11案。
對於幸福盟發起的教育公投，婚姻平權大平台立法遊說經理鄧筑媛表示遺憾，她指出根據研究，落實性平教育可有效降低青少年的自殺率。對於安全校園的疑慮，幸福盟回應《性別平等教育法施行細則》所規定的「性教育」和「情感教育」仍保留在法規上，教育工作者可藉此實施性平教育，達到性別氣質尊重之目的，以促進性別地位之實質平等。且《性別平等教育法》第12條關於校園安全的規定也跟這項公投無關，校方仍可按《性別平等教育法》之立法意旨維護安全校園之教育環境。

#### 主張性教育是愛的教育、全人教育
幸福盟主張「性教育」應該是一種「愛的教育」，是在教導健康親密關係，教導重點不是在「性知識」，而是在教導與性有關的「價值」，以及將價值實踐所需的「生活技能」。他們贊同性平教育教導孩子建立健康的親密關係，學習如何被愛和愛人，陪伴孩子，尊重差異，避免標籤化他者的教育。他們認為，孩童需要的不是性行為教育，而是「全人性教育」。

#### 反對同志教育（含多元情慾和多元性別）
對於台灣性平教育的部分內容，即同志教育、多元情慾和多元性別教材，幸福盟官網認為有爭議：
- 反對國小教自慰[49]、肛交、指交，以及用假陰莖示範戴保險套等多元情慾內容。[50][51]
- 反對課本推薦夾雜成人內容的網站：幼獅出版的「健康與護理」高中課本的推薦網站，出現SM（性虐待）、約砲、「第一次多P就上手」等講座的資訊[48][52][53]。
- 反對課本納入性別光譜和多元性別 ：幸福盟主張性別光譜和多元性別的教育內容，會使學生「性別混淆」（或稱性別認同障礙）。[51][54]因台灣有許多教科書廠商將「性別光譜」放進課本中（例如康軒和翰林國二綜合活動課本），[53]且有國中課本邀請國二學生圈選自己的生理性別，決定自己是公的還是母的。而在康軒國二課本，更告訴學生此活動「沒有絕對的對與錯」。幸福盟網站引述輔導老師，指出「（性別光譜）把本來多數人已認同的性別認同破除，再經過刻意強化『性別認同不一致者的變性』甚至界定『勇敢做自己』；引領一種『以心理性別為主甚至變性才是勇敢』的教育方向。」[48][55]
- 反對課本鼓勵做變性手術 ：對於國二綜合活動課本出現女學生不喜歡自己的生理性别，想去做變性手術的內心獨白，[56]幸福盟網站形容這是「偏激的性別意識型態」。[57][58]
- 反對課本引用台灣同志遊行畫面 ：因為同志遊行曾出現「幹未成年爽 幹教授更爽」、「廢除刑法227 兒少性無罪[59]」、「歡迎摸奶」、「打開多P性愛的神祕大門」、「不要天柱 我要舔柱」、「性愛從來沒有規定只能一對一」等標語[48][60]。
- 反對多元情慾和性探索納入教材 ：依據幸福盟於2017年初釋出之「公民愛家行動」文宣，指出「這幾年有許多兒少不宜的多元情慾探索教材，以性別平等的名義混入校園」，他們反對性平教育影片教學生「女對女探索身體」、「女明示男探索身體」及「男女發生性行為」。[51]
- 反對課本納入戀物癖、易裝癖和情趣用品 ：
  - 幼獅高中課本有同性性行為使用情趣用品的文字敘述。且課本的「健康小百科」還開專欄介紹易装癖和戀物癖，公民記者認為「似有誤導學生以為此類癖好很健康的風險」[48][53]。
  - 對於國二綜合活動課本出現男生穿裙子的圖片，幸福盟臉書粉絲頁表示，這是「教男生 變裝癖 當偽娘」，並質疑「這樣的教學內容真的只是教學生尊重不同性取向嗎？還是企圖引導學生養成不同性癖好呢？」[61]
- 反對課本使用「異性戀霸權」、「恐同症」的用語
  - 對於「異性戀霸權」的用語，幸福盟批判「無助於孩子尊重態度之養成，反而灌輸解構、鬥爭等思維。」並指出，父母是孩子生命的源頭，但「性平教育連最基本的尊重父母所賜的生命都不教，也不准教，我們還能期待這能教育出什麼樣的人才？因此，我們主張解構婚姻家庭思維的性平教育應該退出校園。」[62]
  - 對於「恐同症」的用語，幸福盟批判這是在「貼標籤」[62][63]。幸福盟網站引述議員發言，指出在教導孩子觀念時，不應該動不動就出現羞辱性的言詞。性平教育應教導彼此尊重，而非另外製造歧視和打壓。性平內容的「負面教材」要盡量減少，教材應從正面的角度建立大眾的性平意識。若從負面的角度切入，就會讓學生學到太多負面訊息[48]。

#### 主張同性傾向有後天形成的可能
幸福盟成員主張，同性性傾向許多是後天成長環境養成的，性傾向、性別認同可被人為混淆。
在台灣司法院大法官發佈748號解釋前，幸福盟曾邀請三位後同性戀者（同性戀過來人）開〈「我曾經是同志，我不要同性婚姻」 後同以過來人的經歷 分享生命故事〉記者會，主張同性婚姻不能解決同志真正的需要，政府不應讓同志成為政治利益的犧牲品。他們主張，同志族群真正的需求，在於得到家人的接納和肯定。同性戀者真正的幸福，是從真正認識自己，重建修復家庭關係開始。因此，對於大法官的同婚釋憲，他們主張：一、一男一女婚姻定義違憲與否，不宜僅以「同性戀性傾向先天與否」作為唯一考量。同婚對公共利益、兒童利益衝擊，以及對社會、教育、文化帶來震盪亦應評估。二、支持同性婚姻的研究報告有受政治正確操弄的可能性，他們提醒大法官，有心人士要製造出「同性戀性傾向是先天因素」「科學家找到同性戀基因」「性傾向不可能改變」「同性伴侶領養小孩對下一代完全無害」等結論並非難事。

## 歷史

### 2013-2014年
2013年9月18日，為反制台灣伴侶權益推動聯盟的多元成家立法草案，成立「台灣守護家庭官方網站」（網站已改名為「下一代幸福聯盟」）」，進行反對多元成家立法草案的連署，希望向立法院及立法委員表達，這才是大多數民意，不應貿然修法，目標連署100萬份，最終網站統計連署資料達到68萬份。
2013年11月30日「下一代幸福聯盟」舉辦「為下一代幸福讚出來」活動，在凱達格蘭大道號召近30萬人（警方估計人數約是15萬人），以「捍衛婚姻」、「MADE BY Daddy+Mommy」、「反修民法972」等標語，表達反對多元成家法案和性解放性教育。幸福盟家庭代表吳慧儀說「我希望我的孩子，是在美善的兩性關係中成長。我拜託政府、教育部，你們一定要聽到我們這些多數沉默家長的心聲。」台北市國小家長聯合慧總會長許孝仁表示，「我們反對過度的性解放教材，進入我們校園。」有參與者表態反對多元性別教育，要求「違反婚姻家庭定義和混淆男女性別意識的內容必須退出校園」，然而教育部次長林騰蛟回應，性別議題課程安排乃依照性平法規定，除非修法或立法通過產生新的主張，否則教科書既有的多元性別內容不會變更不會變動。
2014年10月5日，針對婚姻平權革命陣線在立法院發起的「彩虹圍城」活動，幸福盟召開記者會，表達「挺婚姻一男一女」的訴求，重申「交付公投」的主張，認為立法院應重視「沈默的多數」，維護既有的婚姻家庭制度。。

### 2016年
2016年11月17日，民進黨不分區立委尤美女於司法與法制委員會排案審查同性婚姻草案，幸福盟號召群眾聚集於立院旁，主辦方聲稱參與人數2萬人，中南部亦同步向立委陳情抗議，訴求為要求加開公聽會。在各方協調下，尤美女妥協同意召開2場同性婚姻公聽會。
12月3日，幸福盟於台北、台中和高雄三地舉行大型遊行聚會，號稱召集20萬人反對同性婚姻修法。當天發生反同集會參與者暴力攻擊同志的衝突事件，幸福盟在官網呼籲，雙方應自(制)並尊重彼此意見表達權利者。
12月22日，幸福盟由家長代表曾獻瑩、青年代表簡孟軒和數位在民進黨嘉義立委蔡易餘選區的民眾，召開全國同性婚姻民調記者會，幸福盟出資委託委託聯合行銷公司所製作的民調數據顯示，76%民眾認為同婚議題應該交由公投解決，52%民眾不贊成改變婚姻的定義。
12月26日，因立院排案審查同性婚姻草案，幸福盟號召群眾再次包圍立法院。

### 2017年
2017年3月24日，幸福盟召開記者會，請出3位「後同志」訴說心路歷程，呼籲大法官應思考社會現況和國情，以及對教育、文化帶來的震盪。
5月17日，大法官748號解釋公布前一個禮拜，幸福盟於司法院前陳情，抗議同婚釋憲程序不公。
5月24日，大法官釋憲保障同婚　2年未修法自動生效。並首度同步發出英文版釋憲文，宣告《民法》不允許同性結婚的規定違憲，主管機關應以法律保障同婚。幸福盟不滿大法官釋憲結果，認為少數司法菁英不應壟斷婚姻定義的決定權，司法權侵害立法權，重大議題應該要交付公投，也會持續向監察院陳情。
5月25日，召開記者會，宣示發動「婚姻家庭、全民決定」與「子女教育、父母決定」兩公投。

### 2018年
2018年1月24日正式提出「你是否同意婚姻應限定在一男一女的結合？」全國性公民投票案。
2018年1月31日正式提出「你是否同意在國民教育階段內，不應對未成年孩子實施同志教育？」全國性公民投票案。
2018年2月9日正式提出「你是否同意在不改變婚姻定義是一男一女結合的前提下，以專法保障同性別之二人經營永久共同生活的權益？」全國性公民投票案。
2018年4月18日，公投主文更改補正通過。
2018年8月28日，上午正式將198萬2100份第二階段連署書連署書送交中央選舉委員會，因國民黨27日將「反空污」、「反深澳電廠」、「反核食」三公投案逾145萬的第二階段連署書送抵中選會，中選會行政作業處理不及，只得暫時將幸福盟的公投連署書擱置於辦公大樓外走廊。
2018年10月9日，三公投案成立。

## 與其他團體的關係

### 信心希望聯盟
信心希望聯盟立委落選人游信義為幸福盟公民行動總召，信心希望聯盟立委候選人曾獻瑩為家長代表，信心希望聯盟立委候選人簡孟軒為青年代表。

### 安定力量
發起罷免立委黃國昌的政治團體「安定力量」，秘書長游信義為幸福盟公民行動總召。
2018年5月27日，安定力量響應幸福盟發起的「愛家公投」全國連署行動，舉行志工誓師，並在汐止街頭設置連署攤位。

## 爭議事件

### 《1203百萬家庭站出來》廣告爭議
2016年11月底，台大批踢踢流傳一張電視廣告排期表圖表，該圖表顯示的客戶名稱是「下一代幸福聯盟」，廣告分為教育篇、稱謂篇兩支影片，各30秒，分別於民視、三立、東森、TVBS、中天等頻道播放，排定從11月30日至12月3日間，於各大新聞台和連續劇晚間熱門時段播放。幸福盟家長代表曾獻瑩澄清說，《1203百萬家庭站出來》廣告非幸福盟製作，而是由關心相關議題的「民眾」自發性製作、刊播。而廣告播出時間點正值立法院同婚修法一讀通過，進入司法法制委員會審查，因此民眾以「赤裸」的方式呈現該議題，易因雙方共識不足造成對立。
《1203百萬家庭站出來》廣告因內容評論同性婚姻入法後，祖父母、父母等稱謂將不見，部分網友認為有廣告不實的疑慮，故向國家通訊傳播委員會（NCC）檢舉投訴，針對該廣告的網路檢舉達上千件。國家通訊傳播委員會接獲檢舉後，去函徵詢行政院性別平等會、法務部、教育部、內政部等部會的意見，結果各部會均回報查無具體違法事由。
2017年6月14日，國家通訊傳播委員會召開「廣播電視節目廣告諮詢會議」，最後會議做出共識：本案涉及言論自由、多元價值及性別平等議題，基於言論自由之尊重、社會多元意見之平衡，並尊重性別多元平等議題與包容多元聲音，本於社會需要和解與包容的考量，以及多數委員不支持裁罰，故決議不予裁罰。
對於廣告內容的爭議，曾獻瑩表示，父母稱謂被改掉、爺爺奶奶不見了等廣告內容，在時代力量黨團和國民黨立委許毓仁的立法版本，都有出現「移除稱謂」的狀況。曾獻瑩認為，當雙方陣營一再呈現對方難以接受的點，凸顯社會對同婚議題沒有共識、討論不足。

### 1203凱道集會爆發零星肢體衝突

#### 事件經過
2016年12月3日，幸福盟於凱格達蘭大道主辦〈婚姻家庭 全民決定  子女教育  父母決定〉集會遊行，人數規模約十萬人。同性戀媒體「QueerWatch酷新聞」編輯人員楊凱鈞（25歲），與友人進入幸福盟所申請的路權區域。他們從中山南路靠凱道的中央快車道往北前進，高舉同志彩虹旗表達抗議訴求。楊凱鈞的舉動因激動集會民眾的怒氣，遭潑咖啡，楊與友人為了繼續抗議並避免被攻擊，開始在遊行會場奔跑。集會民眾「盧宥文」（48歲）因認為楊凱鈞是「胡亂奔跑」，為了阻止，盧先以手肘推撞楊，使楊跌坐在地。楊凱鈞起身後，因疼痛大聲罵「幹你娘！」再次激動盧宥文的怒火，盧上前飛踢，擊中楊凱鈞的背部。附近民眾連忙抓住盧宥文，數度斥喝「不要打人！」糾察隊亦上前勸架。
楊凱鈞當晚六點多至醫院驗傷，確定左側第十根肋骨骨折 、左胸壁挫鈍傷、右小腿挫擦傷後，十點多至警局報案。而相關影片亦於當晚，在網路上流傳開來，引起輿論關注。

#### 主辦單位說法
隔天，幸福盟發表聲明表示遺憾，澄清他們「反對同性婚姻，不是反同志族群」，且「認同保障同性戀者的生存權、勞動權和臨終醫療等權益」。接著，他們重申在集會前，已公告要求「參加集會遊行者應該遵守大會相關規定」，例如「禁止發放個人文宣，標語...如有發現其他文宣品....大會亦有權撤下這些文宣品，鬧場或不服從大會規定者將依法處理。如遇鬧場請保持理性溫和，交由警方及現場糾察隊處理」。
幸福盟指出，他們所辦的遊行不乏有同性戀者（例如網路知名男同志四叉貓），有遵照大會規定參與遊行。而對於「民眾刻意帶彩虹旗、標語，甚至在活動會場高喊口號」的行為，幸福盟形容是「挑釁行為」，「難免會激起反對同性婚姻群眾的不滿，衝突才會發生。」最後，幸福盟呼籲雙方應保持理性，「尊重對方合法集會遊行的權利」，但同時也說「各自不同陣營舉辦的活動場合」並非就政策溝通對話的時機。

#### 雙方反應
正反雙方對本衝突事件的詮釋相當兩極：
- 正方：捍衛民法972 一同護家救妻兒（公民捍衛台灣大聯盟）表示，「同運份子違法在先」「在充滿幼兒老人的封鎖區內衝撞揮彩虹旗」「被氣不過的老人潑咖啡」「同運問候人家媽媽」。[113]
- 反方：遭到攻擊的QueerWatch酷新聞編輯楊凱鈞，於事發後四天，偕同台灣同志諮詢熱線開記者會，訴求「停止仇恨暴力」。鄧傑律師（同志熱線理事）表示，若事發地段屬幸福盟路權，幸福盟僅具路段優先使用權，而非壟斷的權利，人們不應排除他人合法表達意見。即使欲排除異議份子，也只有糾察員有權排除妨害集會遊行的權利，且即便是糾察隊也無權強制驅離，更何況施暴者不是糾察員。[122]

#### 後續訴訟過程
盧宥文傷害楊凱鈞的行為，事後遭檢察官以刑法傷害罪起訴。盧宥文於第一審承認犯行，表示願意向被害人楊凱鈞道歉、和解及賠償，但楊凱鈞不接受道歉及和解。初審法官衡量盧宥文僅高中畢業學歷、經濟狀況，以及被害人的傷勢後，2017年3月16日處被告盧宥文50日拘役，得易科罰金5萬元。
被告盧宥文不服一審刑事判決結果，他認為自己主觀上沒有要傷害楊凱鈞的意思，故上訴到第二審。2017年10月13日，二審法官駁回盧宥文上訴。不過，法官考量盧宥文的狀況，衡量盧是更生人，他是因為一時衝動傷人，以及衡量雙方已達成和解，被告已取得被害人的諒解，法官遂改宣告緩刑2年，盧宥文應向楊凱鈞支付損害賠償（15000元）。另外，為了讓盧知道他做錯事，在緩刑期內，盧宥文須交付保護管束，他須向檢察官指定的政府機關、政府機構、行政法人、社區或其他符合公益目的之機構或團體，提供60小時的義務勞務，以期令盧能反省自新。

### 個人爭議行為

#### 納粹軍裝
2013年11月30日，幸福盟連同護家盟等團體一同於凱道舉辦反同婚集會，對於集會參與者穿著囚殺、屠殺猶太人與同性戀者的德國納粹黨人軍裝，幸福盟聯絡人王之瑋僅表示「遊行當天是理性和平的場合，若沒有一些太衝突的動作，還是盡量尊重大家」，被批評是縱容仇恨。

#### 猥褻舉止
2016年11月17日，立委尤美女提出的婚姻平權法案一讀付委後，於2016年11月17日審查時，幸福盟號召民眾包圍立法院。當天支持方、反對方各據一角表達訴求，不過一名出席集會之婦女經過同志方時，當著同志的面「對空氣口交」，接著比出「羞羞臉」的手勢動作，一夕爆紅，被稱為「口交姨」。

#### 自撞自摔控訴警方執法過當
2016年12月26日，幸福盟於號召民眾在立法院外抗議，龍姓男子指控警方執法不當致其受傷，還延誤送醫。然而，警方隨後公布監視器畫面，畫面中清楚可見龍男以頭部自撞立院鐵欄杆濺血，員警還伸手幫忙阻擋，他隨後攀爬立院圍籬又不慎自摔受傷，警方約4分鐘內就通報119送醫，並未延誤，也無暴力相向、執法過當。

#### 記者會出現盜圖疑雲
2017年5月28日，幸福盟記者會出現2男童擁吻照片，並加註：「各位親愛的家長們：您能接受同志教育進入校園嗎？」照片在網路廣為流傳，男童的母親控訴幸福盟盜圖，楊媽媽難過地說：「為什麼要這樣傷害他們？」她要求幸福盟及盜圖者公開道歉，同時也呼籲媒體將照片下架，希望不要再散布這照片傷害無辜的孩子。幸福盟家長代表曾獻瑩對此表示，自己當天主持記者會，來聲援的都是民間團體與民眾，幸福盟當天訴求與提供的內容並未包含該侵權海報。主辦單位並未提供該照片，是參加活動的民眾主動參與，當時自己並不知有民眾自製海報、標語。曾獻瑩說，那些自己跑過來的民間媽媽所做的事，自己事先並不知情，以後會請他們加強注意，並已經嘗試聯絡提供海報的媽媽，請她自己去跟C媽媽道歉，如果可以聯絡到C媽媽，幸福盟也會跟她說明，那不是記者會的原意。曾獻瑩說，將來會善意提醒，除非自己是照片中孩子的父母，不然也不適合這樣傳播，如果真的要這樣，也要打馬賽克，至於這次的侵權照片事件，提供海報的那位媽媽應該要負責，對於造成C媽媽的困擾，那位媽媽也應該道歉。

## 外部連結
- 「下一代幸福聯盟」官方網站（页面存档备份，存于）
- 下一代幸福聯盟的Facebook專頁
- 下一代幸福聯盟Youtube頻道 （页面存档备份，存于）
- 「我愛家我公投」官方網站（幸福盟公投專區） （页面存档备份，存于）